# نوربرت هافمن (بازیکن فوتبال، زاده ۱۹۵۱)
نوربرت هافمن (انگلیسی: Norbert Hofmann؛ زادهٔ ۱۴ اوت ۱۹۵۱) بازیکن فوتبال اهل آلمان است.
از باشگاه‌هایی که در آن بازی کرده‌است می‌توان به باشگاه فوتبال اوردینگن ۰۵ اشاره کرد.